# Ledena gora
Ledena gora je velik kos sladkovodnega ledu, ki se je odlomil od ledenika ali kot oblika ledene police prosto plava v odprtih (slanih) vodah. Razredi velikosti ledene gore, kot jih je določila Mednarodna ledna straža, so povzeti v tabeli 1. Izguba ladje RMS Titanic leta 1912 je bila povod za ustanovitev Mednarodne ledne straže leta 1914. Velik del ledene gore je pod površjem, od koder izvira izraz "vrh ledene gore", ki ponazarja majhen del večje nevidne težave. Ledene gore veljajo za resno pomorsko nevarnost.
Ledene gore se zelo razlikujejo po velikosti in obliki. Tiste, ki se talijo iz ledenikov na Grenlandiji, so pogosto nepravilne oblike, medtem ko antarktične ledene police pogosto proizvajajo velike tabelarne ledene gore. Največja ledena gora, ki trenutno plava v oceanu, imenovana A-76, se je iz ledene police Ronne odtrgala v Weddellovo morje na Antarktiki in meri 4320 km². Največja ledena gora v novejši zgodovini, imenovana B-15, je merila skoraj 300 km x 40 km. Ledena gora B-15 se je odtrgala z ledene police Ross januarja 2000. Največja zabeležena ledena gora je bila antarktična ledena gora s površino več kot 31.000 kvadratnih kilometrov [335 x 97 kilometrov], ki so jo opazili 240 kilometrov zahodno od otoka Scott v južnem Tihem oceanu, z USS Glacier 12. novembra 1956. Ta ledena gora je bila večja od Belgije.

## Pregled
Ker je gostota čistega ledu približno 920 kg/m³ in morske vode približno 1025 kg/m³, je običajno  nad vodo le desetina prostornine ledene gore (zaradi Arhimedovega načela vzgona). Obliko podvodnega dela je težko oceniti zgolj na podlagi dela nad gladino.
| Velikostni razred | Višina (m) | Dolžina (m) |
| ----------------- | ---------- | ----------- |
| Growler           | < 1        | < 5         |
| Bergy Bit         | 1-5        | 5-15        |
| Majhna            | 5-15       | 15-60       |
| Srednja           | 15-45      | 60-122      |
| Velika            | 45-75      | 122-213     |
| Zelo velika       | >75        | >213        |

Ledena gora se na splošno giblje od 1 do 75 metrov nad morsko gladino in tehta 100.000 do 200.000 ton. Največja znana ledena gora v severnem Atlantiku je 168 m nad morsko gladino. Te ledene gore izvirajo iz ledenikov zahodne Grenlandije in imajo notranjo temperaturo okoli -15 do -20 °C.

### Oblike
Poleg razvrščanja po velikosti lahko ledene gore razvrstimo tudi glede na obliko. Dve osnovni obliki ledenih gor sta tabelarna in netabelarna. Tabelarne ledene gore imajo strme stranice in raven vrh, podobno kot planote.  Netabelarne ledene gore imajo različne oblike, kot so:
- Kupola - ledena gora z zaokroženim vrhom
- Vrhunec - ledena gora z enim ali več zvonikom
- Klin - ledena gora s strmim robom na eni strani in naklonom na nasprotni strani
- Suh pomol - ledena gora, ki je izginila in tvori kanal
- Kockasta - ima strme strani in raven vrh. Razlika med tabelarno in kockasto je v tem, da je pri slednji razmerje med višino in širino bliže 1.

## Spremljanje
Ledene gore po vsem svetu spremlja ameriška ustanova National Ice Center (NIC), ustanovljena leta 1995), ki proizvaja analize in napovedi ledenih razmer na Arktiki, Antarktiki, Velikih jezerih severne Amerike in zalivu Chesapeake. Več kot 95% podatkov, ki jih uporabljajo v svojih analizah, zaznajo tipala polarnih umetnih satelitov v zemeljski orbiti. NIC je edina organizacija, ki beleži imena in položaje vseh ledenih gora. Vsaki ledeni gori, ki je po vsaj eni osi večja od 10 navtičnih milj (19km), določi naziv, sestavljen iz črke, ki označuje točko izvora, in zaporedno številko. V uporabi so naslednje črke:
- A - zemljepisna dolžina od 0° do 90° Z (Bellingshausenovo morje, Weddllovo morje)
- B - zemljepisna dolžina od 90° do 180° (Amundsenovo morje, Vzhodno Rossovo morje)
- C - dolžina od 90° V do 180° (Zahodno Rossovo morje, Wilkesova zemlja)
- D - dolžine 0° do 90° V (ledena polica Amery, Vzhodno Weddllovo morje)

Ena vidnejših ledenih gora je bila B15, ki se je odcepila od ledene polica Ross. Leta 2000 je merila 11.000 km², novembra 2002 pa je razpadla. Po razpadu je največji preostali del, B-15A površine 3.000 km², še vedno predstavljal največjo ledeno goro na Zemlji, dokler ni 27. oktobra 2005 nasedel in razpadel na več manjših delov. Dogodek so zaznali seizmografi. Domnevajo, da bi lahko bil krivec za ta razpad narasel ocean kot posledica nevihte na Aljaski šest dni pred tem.

## Zgodovina
V 20. stoletju so bile številne znanstvene ustanove zadolžene za študij in spremljanje ledenih gora. 14. aprila 1912 je Titanic na svoji krstni plovbi čez Atlantik trčil v ledeno goro in se dve uri in štirideset minut pozneje potopil, pri tem pa je umrlo 1.503 ljudi. Zato je bila leta 1914 ustanovljena Mednarodna ledna straža (International Ice Patrol). Ta ustanova nadzoruje nevarnost ledenih gora na območju Nove Fundlandije Grand Banks in pomorskim skupnostim dovaja informacije o mejah znanih ledenih mas.

### Zgodovina tehnologije
Sistem, ki bi zaznaval ledene gore in opozarjal ladje pred trki, pred letom 1910 ni obstajal. Šele potop Titanica leta 1912 je ustvaril zahtevo po tovrstnem sistemu. Med preostankom sezone ledenih gora tistega leta je tokove vodnih in ledenih mas nadzirala mornarica Združenih držav Amerike. Novembra 1913 so v Londonu na mednarodni konferenci na temo varnosti življenja na morju potrdili trajni sistem nadzora nad ledenimi gorami. Sodelujoče države na konferenci so v naslednjih treh mesecih ustanovile Mednarodno ledno stražo, katere cilj je bil zbiranje meteoroloških in oceanografskih informacij za merjenje morskih tokov, tokov ledenih mas, temperature oceana in slanosti vode. Prve rezultate so objavili leta 1921, kar je omogočilo, da so podatke o stanju ledu primerjali v kasnejših letih. Nove tehnologije v naslednjih desetletjih so omogočale vedno bolj podrobne informacije o lokacijah ledenih gora v morjih. Leta 1945 je bil uspešno testiran radar za iskanje ledenih gora. V naslednjem desetletju so zbrani podatki služili študijam okolja. Leta 1964 je bil na ladijskem krovu prvič uporabljen računalnik, kar je omogočilo hitrejšo obdelavo podatkov. V sedemdesetih letih so v uporabo prišli ledolomilci - ladje, opremljene s satelitskimi slikami ledenih gora na Antarktiki. Sprva so te slike bile pridobljene z optičnimi sateliti in so zato bile omejene z vremenskimi razmerami, kar je odpravil razvoj radarja SLAR. Kanada je 4.novembra 1995 predstavila nov radar, ki je pošiljal slike Zemlje za znanstvene in komercialne namene. Radar SAR je na gladino oceanov pošiljal mikrovalovno energijo in meril odseve svetlobe. ENVISAT je lahko natančno meril spremembe temperature na gladini.

## Zadnje velike ledene gore
- Ledena gora B-15 11.000 km², 2000
- Ledena gora A-38, okoli 6.900 km², 1998[8]
- Ledena gora A-68, 5.800 km², 2017[9]
- Ledena gora B-15A, 3.100 km², se je odlomil leta 2003
- Ledena gora C-19, 5.500 km², 2002
- Ledena gora B-9, 5.390 km², 1987
- Ledena gora B-31, 615 km², 2014
- Ledena gora D-16, 310 km², 2006
- Ledeni pokrov, 260 km², odlomljen 2010 in velja za največji arktično ledeno goro od leta 1962
- Ledena gora B - 17B, 140 km², 1999.